# Preboot Execution Environment
Preboot Execution Environment är en miljö som används för att boota datorer med hjälp av ett nätverkskort helt oberoende av lagringsenheter som hårddiskar eller installerade operativsystem.
PXE introducerades av Intel som en del av Wired for Management och beskrivs i specifikationen (v2.1)] som publicerats av Intel och Systemsoft. Den använder sig av flera nätverksprotokoll (bl.a. IP, UDP, DHCP och TFTP) och begrepp som GUID/UUID och UNDI.

## Sekvens
När en dator bootar med PXE försöker BIOSet anropa en DHCP-server  för att hitta information om tillgängliga PXE-bootservrar. Svaret från DHCP-servern innehåller nätverksadressen till en bootserver. BIOSet försöker nu att hämta den speciella nätverksanpassade bootloadern från bootservern med hjälp av TFTP-protokollet. När bootloadern lästs in kan den ta över bootningen.

## Utbredning
PXE utvecklades för att kunna tillämpas i flera systemarkitekturer. Version 2.1 av specifikationen omnämner sex olika systemtyper, bl.a. IA64 Itanium och Alpha AXP. Dock är specifikationen helt uttömmande vad gäller Intels egna IA32-arkitektur. 

## PXE-protokollet
PXE-protokollet är en ungefärlig blandning av DHCP och TFTP, dock med ändringar. DHCP används för att hitta lämpliga boot server/servrar, och TFTP används för att hämta bootloadern och eventuella andra filer.
För att starta en PXE-bootning skickar klientdatorn ett DHCPDISCOVER-paket med PXE-specifika flaggor (extended DHCPDISCOVER) till port 67/UDP (DHCP-serverns port). PXE-flaggorna beskriver klientdatorn som PXE-kapabel, men dessa ignoreras av vanliga DHCP-servrar.